# Karl Yune

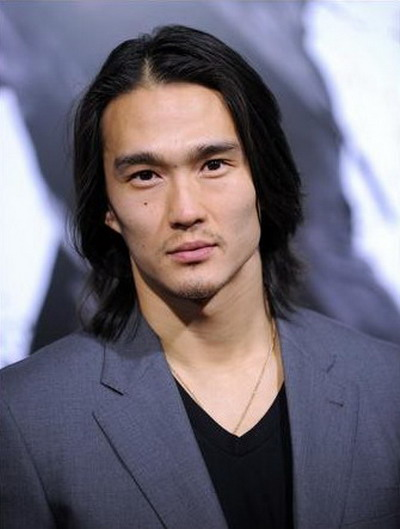
Karl Yune.

Karl Yune (Washington, 16 aprile 1975) è un attore statunitense di origini sudcoreane, fratello minore dell'attore Rick Yune.

## Biografia
Nato e cresciuto a Washington, ha studiato economia, letteratura e filosofia prima di scegliere definitivamente un corso di laurea in teatro alla Scuola d'Arte della Columbia University, a New York. Oltre ad aver ottenuto il ruolo di Romeo in una rappresentazione di Romeo e Giulietta di William Shakespeare, ha avuto l'opportunità di studiare con il Groundlings Improv Group. Viene talvolta accreditato come Carl Yune, oppure Karl Hahn (come è accaduto in Miracle Mile), ed attualmente risiede a Los Angeles.
Karl ha ottenuto il primo ruolo importante in una produzione cinematografica nel 2004, quando ha interpretato una delle guide in Anaconda - Alla ricerca dell'orchidea maledetta. È inoltre apparso in film quali Forbidden Warrior e Memorie di una geisha, e nei due cortometraggi Miracle Mile (che ha ricevuto diversi premi e riconoscimenti) e Hold Up. Oltre al mondo cinematografico, ha continuato a recitare a teatro in diversi spettacoli Off-Broadway ed è stato anche modello.

## Filmografia

### Cinema
- Anaconda - Alla ricerca dell'orchidea maledetta (Anacondas: The Hunt for the Blood Orchid), regia di Dwight H. Little (2004)
- Memorie di una geisha (Memoirs of a Geisha), regia di Rob Marshall (2005)
- Forbidden Warrior, regia di Jimmy Nickerson (2005)
- Real Steel, regia di Shawn Levy (2011)

### Televisione
- One on One - serie TV, episodio 3x24 (2004)
- Knight Rider - serie TV, episodio 1x02 (2008)
- Arrow - serie TV, 19 episodi (2014-2015)
- Magnum P.I. - serie TV, episodio 1x08 (2018)

### Doppiaggio
- 50 Cent: Bulletproof - videogioco, voce di Chinese Rig (2005)

## Doppiatori italiani
Nelle versioni in italiano delle opere in cui ha recitato, Karl Yune è stato doppiato da:
- Riccardo Rossi in Anaconda - Alla ricerca dell'orchidea maledetta
- Fabio Boccanera in Memorie di una geisha
- Taiyo Yamanouchi in Real Steel
- Andrea Lavagnino in Arrow
- Stefano Brusa in Magnum P.I.